# Ebola virus
Ebola virus (virus ebola) ili ebolski virus uobičajeni je naziv za grupu virusa iz roda Ebolavirus koji se nalazi unutar porodice Filoviridae. Uzrokuje ebolsku hemoragijsku groznicu ili uobičajeno ebolu, bolest iz skupine virusnih hemoragijskih groznica. Simptomi bolesti su bol u mišićima, naglo povećanje tjelesne temperature, pojačana slabost, grlobolja i glavobolja. Tvrtka Merck's & Co razvila je cjepivo visoke učinkovitosti protiv tog virusa.
Genom Ebola virusa se sastoji od jednolančane (negativne) RNK.
Virus i bolest dobili su naziv po rijeci Eboli u Demokratskoj Republici Kongo gdje je bolest prvi puta prepoznata 1976. godine u bolnici koju su vodile časne sestre flamanke. Bolest se prenosi u izravnom dodiru s tjelesnim tekućinama zaražene osobe ili životinje. 

## Klasifikacija
Unutar roda Ebolavirus postoji nekoliko vrsta koji se serološki mogu razlikovati:
- Zaïr virus - prva vrsta koja je otkrivena ujedno ima i najveću smrtnost je Zaïr virus (prije nazivan Zaïr Ebola virus). Smrtnost oboljelih od ove vrste virusa kreće se oko 90% prosječno u posljednjih 27 godina. Ova vrsta virusa i najčešće uzrokuje izbijanja zaraze i odnosu na ostale viruse. Prvi put se javila 1969. godine u Demokratskoj Republici Kongo (Zair) po kojoj je i dobila ime.
- Sudan ebolavirus (SEBOV) - druga vrsta virusa koja se pojavila u gotovo isto vrijeme kao i Zair virus, kod jednog radnika u tvornici duhana u gradu Nzara, u Sudanu, koji je moguće bio izložen prirodnom rezervaru virusa. Znanstvenici su testirali sve životinje i insekte u okolini i nisu pronašli prijenosnika. Širenje bolesti s bolesnika nastavilo se zbog neadekvatnih higijensko-epidemioloških mjera zaštite medicinskog osoblja. Posljednja epidemija bila je u svibnju 2004. s 20 potvrđenih slučajeva zaraze od kojih je 5 preminulo.
- Reston ebolavirus (REBOV) - vrsta otkrivena tijekom epidemije hemoragijske groznice makaki majmuna koji se hrane rakovima 1989. g. u američkom gradu Restonu. Ova vrsta nije patogena za ljude, a još je bolest prijavljena u Filipinima, Italiji i Teksasu.
- Obala Bjelokosti ebolavirus (CIEBOV) - vrsta virusa otkrivena među majmunima u šumama Obale Bjelokosti. Jedna od znanstvenica koja je radila nekropsije tijela mrtvih majmuna razvila je simptome denge (virusna bolest čiji teži oblici mogu biti slični hemoragijskim groznicama). Kroz šest se tjedana potpuno oporavila.
- Bundibugyo ebolavirus  - u studenom 2007. potvrđeno je izbijanje ebole u okrugu Bundibugyo u Ugandi, a kasnije je utvrđeno da se radi o novoj vrsti virusa. Prema službenom izvještaju ugandske vlade tijekom epidemije oboljelo je 149 osoba, a ukupno je bilo 37 smrtnih slučajeva.